# 绍尔巴克
绍尔巴克（法語：Schorbach，法語發音：[ʃɔʁbak]；洛林法兰克语：Schorboch）是法国摩泽尔省的一个市镇，属于萨尔格米讷区。

## 地理
绍尔巴克（49°4'45"N, 7°24'21"E）面积13.36 平方千米，位于法国大東部大區摩泽尔省，该省份为法国东北部内陆省份，是洛林的一部分，西南接默尔特-摩泽尔省，东临下莱茵省，北与卢森堡和德国接壤。
与绍尔巴克接壤的市镇（或旧市镇、城区）包括：比奇、昂维莱尔、奥特维莱尔、伦格尔赛姆、努斯维莱尔莱比奇。
绍尔巴克的时区为UTC+01:00、UTC+02:00（夏令时）。

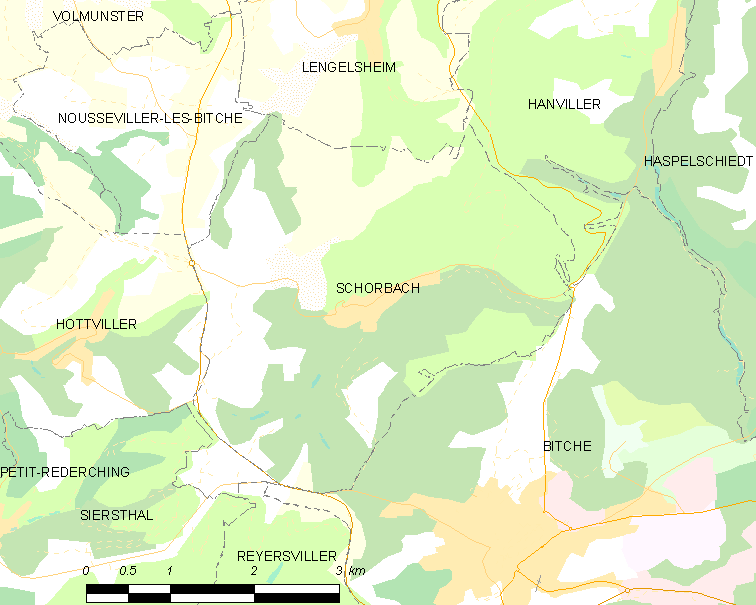
绍尔巴克的OSM定位图

## 行政
绍尔巴克的邮政编码为57230，INSEE市镇编码为57639。

## 政治
绍尔巴克所属的省级选区为比奇县。

## 人口

1962-2008年间绍尔巴克人口变化图示

绍尔巴克于2022年1月1日时的人口数量为541人。